# Хоти (народ)
Хоти (самоназвание — хоти) — индейский народ общей численностью 400 чел., проживающий на территории Венесуэлы. Язык — хоти. Религиозная принадлежность верующих: традиционные верования. По материальной культуре близки к панаре.
Проживают в тропических лесах к югу от среднего течения Ориноко, в штате Боливар и на федеральной территории Амазонас. Занимаются подсечно-огневым земледелием (бананы, кукуруза), собирательством (мёд, личинки, плоды, креветки), охотой (при помощи трубок и копий), а также рыболовством.